# 勝島仙之助

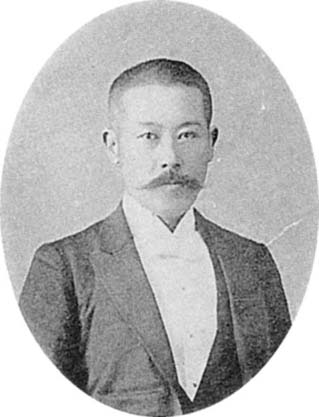
勝島仙之助

勝島 仙之助（かつしま せんのすけ、安政5年10月11日（1858年11月16日） - 昭和6年（1931年）12月27日）は、日本の獣医学者。漢詩人。仙之介とも書く。号は仙坡。

## 経歴
備後国御調郡三原（現在の広島県三原市）出身。大阪英語学校を経て、1878年（明治11年）に駒場農学校に入学した。1882年（明治15年）、駒場農学校獣医学科を卒業。農商務省嘱託、助教授心得を経て、1887年（明治20年）に東京農林学校教授となった。1889年（明治22年）よりドイツに留学し、ベルリン高等獣医学校で学んだ。1891年（明治24年）に帰国し、帝国大学農科大学（のち東京帝国大学農学部）教授となった。1899年（明治32年）には獣医学博士の学位を受けた。1920年（大正9年）に退官し、東京帝国大学名誉教授の称号を得た。
その他、中央獣医会会長、帝国競馬協会顧問などを歴任した。墓所は多磨霊園。

## 著書
- 『袖珍獣医宝鑑』（有隣堂、1888年） 与倉東隆と共著
- 『家畜内科学』（朝香屋、1899年）
- 『仙坡遺稿』（1934年）